# Trivellona vesicularis
Trivellona vesicularis is een slakkensoort uit de familie van de Triviidae. De wetenschappelijke naam van de soort is voor het eerst geldig gepubliceerd in 1836 door Gaskoin.